# وانناس
وانناس (به سوئدی: Vännäs) یک منطقهٔ مسکونی در سوئد است که در بخش وانناس واقع شده‌است. وانناس ۳٫۲۸ کیلومتر مربع مساحت و ۴٬۱۱۸ نفر جمعیت دارد.